# Schwere SS-Panzer Abteilung 102
Schwere SS-Panzer Abteilung 102 (102. Těžký tankový prapor SS) byla německá tanková jednotka v rámci Waffen-SS za druhé světové války.

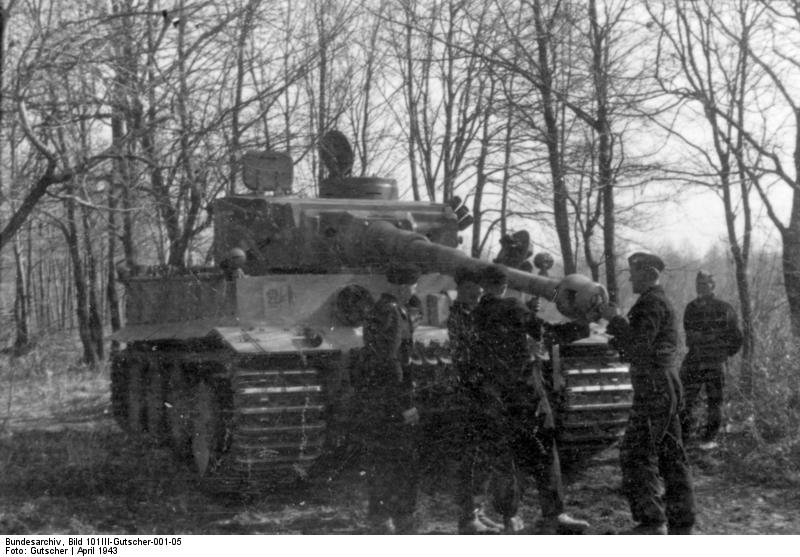
Tank Tiger ze 102. těžkého tankového praporu SS.

102. těžký tankový prapor SS byl zformován v říjnu roku 1943 a jako součást II. tankového sboru SS byl poslán do francouzské Normandie, kde bojoval proti postupujícím americkým a britským jednotkám. Účastnil se bitvy o vrchovinu Verrières, operace Totalize, operace Jupiter nebo operace Tractable.
Při bojích v Normandii utrpěl prapor těžké ztráty a nebyl dále bojeschopný, tak byl odvelen zpět do Německa do města Sennelager, kde byl doplněn novými tanky typu Tiger II. Königstiger a prapor byl přečíslován na 502. těžký tankový prapor SS (Schwere SS-Panzer Abteilung 502).
Poté byl odvelen na východní frontu, kde působil pod Skupinou armád Střed polního maršála Ferdinanda Schörnera. Těžký tankový prapor SS byl zničen na konci války v bitvě o Halbe Rudou armádou.

## Velitelé
- SS-Sturmbannführer Anton Laackmann (leden, 1944 - březen, 1944)
- SS-Sturmbannführer Hans Weiss (březen, 1944 - 18. srpen, 1944)
- SS-Sturmbannführer Kurt Hartrampf (srpen, 1944 - květen, 1945)

## Držitelé rytířského kříže
- Alois Kalls dne 23. srpna 1944 v hodnosti SS-Obersturmführer jako velitel 1. roty 502. těžkého tankového praporu SS
- Kurt Hartrampf dne 28. dubna 1945 v hodnosti SS-Sturmbannführer jako velitel 502. těžkého tankového praporu SS
- Paul Egger dne 28. dubna 1945 v hodnosti SS-Obersturmführer jako velitel čety u 1. roty 502. těžkého tankového praporu SS

## Oblasti operací
- Francie (červen 1944 - září 1944)
- Německo (září 1944 - březen 1945)
- Východní fronta (březen 1945 - květen 1945)